# Enrico di Spira
Enrico di Spira (970 circa – 990 circa) è stato un nobile tedesco, conte di Wormsgau e membro della dinastia Salica. Suo figlio divenne imperatore col nome di Corrado II.

## Biografia
Era figlio del conte Ottone I di Carinzia e di sua moglie Giuditta. Enrico morì ventenne e fu sepolto nella cattedrale di Worms con sua figlia Giuditta.

## Matrimonio e figli
Sposò Adelaide di Metz, sorella di Adalberto e Gerardo di Lorena, appartenente alla dinastia di Lorena. Essi ebbero:
- Corrado, futuro Imperatore del Sacro Romano Impero;
- Giuditta.

## Ascendenza
|                      |                      |                       | Genitori                |  |  | Nonni |  |  | Bisnonni                 |  |  | Trisnonni |  |
|                      |                      |                       |                         |  |  |       |  |  | Guarniero V di Speyergau |  |  | …         |  |
|                      |                      |                       |                         |  |  |       |  |  | Guarniero V di Speyergau |  |  | …         |  |
|                      |                      | …                     |                         |  |  |       |  |  | Guarniero V di Speyergau |  |  |           |  |
| Corrado il Rosso     |                      |                       |                         |  |  |       |  |  | Guarniero V di Speyergau |  |  |           |  |
|                      |                      | Hicha di Svevia       | …                       |  |  |       |  |  |                          |  |  |           |  |
|                      |                      | Hicha di Svevia       | …                       |  |  |       |  |  |                          |  |  |           |  |
|                      |                      | Hicha di Svevia       | …                       |  |  |       |  |  |                          |  |  |           |  |
| Ottone I di Carinzia |                      | Hicha di Svevia       |                         |  |  |       |  |  |                          |  |  |           |  |
|                      |                      | Ottone I di Sassonia  | Enrico I di Sassonia    |  |  |       |  |  |                          |  |  |           |  |
|                      |                      | Ottone I di Sassonia  | Enrico I di Sassonia    |  |  |       |  |  |                          |  |  |           |  |
|                      |                      | Ottone I di Sassonia  | Matilde di Ringelheim   |  |  |       |  |  |                          |  |  |           |  |
| Liutgarda            |                      | Ottone I di Sassonia  |                         |  |  |       |  |  |                          |  |  |           |  |
|                      |                      | Eadgyth               | Edoardo il Vecchio      |  |  |       |  |  |                          |  |  |           |  |
|                      |                      | Eadgyth               | Edoardo il Vecchio      |  |  |       |  |  |                          |  |  |           |  |
|                      |                      | Eadgyth               | Elfleda                 |  |  |       |  |  |                          |  |  |           |  |
| Enrico di Spira      |                      | Eadgyth               |                         |  |  |       |  |  |                          |  |  |           |  |
|                      | Enrico I di Sassonia | Ottone I di Sassonia  |                         |  |  |       |  |  |                          |  |  |           |  |
|                      | Enrico I di Sassonia | Ottone I di Sassonia  |                         |  |  |       |  |  |                          |  |  |           |  |
|                      | Enrico I di Sassonia | Edvige di Babenberg   |                         |  |  |       |  |  |                          |  |  |           |  |
| Enrico I di Baviera  | Enrico I di Sassonia |                       |                         |  |  |       |  |  |                          |  |  |           |  |
|                      |                      | Matilde di Ringelheim | Teodorico di Ringelheim |  |  |       |  |  |                          |  |  |           |  |
|                      |                      | Matilde di Ringelheim | Teodorico di Ringelheim |  |  |       |  |  |                          |  |  |           |  |
|                      |                      | Matilde di Ringelheim | Rinilde di Frisia       |  |  |       |  |  |                          |  |  |           |  |
| Giuditta di Baviera  |                      | Matilde di Ringelheim |                         |  |  |       |  |  |                          |  |  |           |  |
|                      |                      | Arnolfo di Baviera    | Liutpoldo di Baviera    |  |  |       |  |  |                          |  |  |           |  |
|                      |                      | Arnolfo di Baviera    | Liutpoldo di Baviera    |  |  |       |  |  |                          |  |  |           |  |
|                      |                      | Arnolfo di Baviera    | Cunegonda di Svevia     |  |  |       |  |  |                          |  |  |           |  |
| Giuditta di Baviera  |                      | Arnolfo di Baviera    |                         |  |  |       |  |  |                          |  |  |           |  |
|                      |                      | Giuditta di Sülichgau | Eberardo di Sülichgau   |  |  |       |  |  |                          |  |  |           |  |
|                      |                      | Giuditta di Sülichgau | Eberardo di Sülichgau   |  |  |       |  |  |                          |  |  |           |  |
|                      |                      | Giuditta di Sülichgau | Gisela di Verona        |  |  |       |  |  |                          |  |  |           |  |
|                      |                      | Giuditta di Sülichgau |                         |  |  |       |  |  |                          |  |  |           |  |